# 棕紅天竺鯛
棕紅天竺鯛（學名：Apogon rubrifuscus），為輻鰭魚綱天竺鯛科天竺鯛屬下的一個種，分布於東南太平洋復活節島海域，深度可達39公尺，本魚體延長，長橢圓形，體稍側扁，頭大、眼大、口大且斜裂，頜齒細小，鋤骨和腭骨通常具齒，舌上無齒，前鰓蓋骨邊緣光滑，鰓蓋骨後緣棘不發達，體被弱櫛鱗，體色桃紅色，後2/3身體顏色較暗，背鰭硬棘7枚、背鰭軟條9枚、臀鰭硬棘2枚、臀鰭軟條8枚，體長可達13.2公分，棲息在岩礁區，屬肉食性，以小型無脊椎動物為食，夜行性，繁殖期時，雄魚具有口孵習性，卵約7日化成仔魚，由雄魚吐出，具短暫的仔魚飄浮期，生活習性不明。